# Cuarta División de Chile 1998
El Campeonato Nacional de Cuarta División de Chile de 1998 fue la edición número 16 del torneo de la categoría.
Participaron equipos que jugaron en un sistema de todos-contra-todos hasta coronar a un campeón
Hosanna resultó ser el campeón de esta edición, y con esto, ascendió a la Tercera División. Acompañándolo, también ascendió Estrella de Chile como subcampeón.

## Torneo oficial
Los equipos participantes jugaron con el formato de todos contra todos, se adjudicó el título el equipo que obtuviera más puntos, el subcampeonato lo disputaron las posiciones 2, 4,5 y 6 que jugaron un play off para dirimir al segundo ascendido

### Grupo oficial
| Pos | Equipo               | PJ | PG | PE | PP | GF | GC | Dif | Pts |
| --- | -------------------- | -- | -- | -- | -- | -- | -- | --- | --- |
| 1   | Hosanna              | 22 |    |    |    |    |    | +33 | 50  |
| 2   | Concón National      | 22 |    |    |    |    |    | +24 | 44  |
| 2   | Santa Elisa          | 22 |    |    |    |    |    | +15 | 41  |
| 4   | Rancagua Oriente     | 22 |    |    |    |    |    | +11 | 39  |
| 5   | Estrella de Chile    | 22 |    |    |    |    |    | +5  | 35  |
| 6   | Tricolor Municipal   | 22 |    |    |    |    |    | -6  | 33  |
| 7   | Arrieta Guindos      | 22 |    |    |    |    |    | -4  | 31  |
| 8   | Juventud Puente Alto | 22 |    |    |    |    |    | -4  | 30  |
| 9   | Defensor Casablanca  | 22 |    |    |    |    |    | -13 | 27  |
| 10  | Union Til Til        | 22 |    |    |    |    |    | -20 | 24  |

PJ=Partidos jugados; PG=Partidos ganados; PE=Partidos empatados; PP=Partidos perdidos; GF=Goles a favor; GC=Goles en contra; Dif=Diferencia de gol; Pts=Puntos
|  | Clasifica a la Semifinal |

| Campeón Hosanna Asciende a Tercera División |

## Liguilla subcampeón
Los cuatro clasificados disputarán llaves de ida y vuelta para definir al segundo ascendido que resultó ser Estrella de Chile.

### Semifinales

#### Partidos
|  | Concón National | 2:2 | Estrella de Chile |  |  |

|  | Estrella de Chile | 0 (4) :0 (2) | Concón National |  |  |

|  | Rancagua Oriente | 1:0 | Tricolor Municipal |  |  |

|  | Tricolor Municipal | 0:2 | Rancagua Oriente |  |  |

### Final
|  | Rancagua Oriente | 1:1 | Estrella de Chile |  |  |

|  | Estrella de Chile | 2:1 | Rancagua Oriente |  |  |